# HIV/AIDS의 경제적 영향

1960년과 2012년 사이에 심각한 타격을 입은 일부 아프리카 국가의 기대 수명 변화.
보츠와나
짐바브웨
케냐
남아프리카 공화국
우간다

후천면역결핍증후군은 기용할 수 있는 인적 자본을 낮추어 경제 성장에 영향을 줄 수 있다. 개발도상국내에선 사용할 수 있는 적절한 예방, 영양, 건강 관리 및 의약품이 부족하여 많은 사람들이 AIDS로 사망하고 있다. 후천면역결핍증후군에 걸린 사람들은 노동을 할 수 없을 뿐만 아니라 치료가 필요하다. 이 때문에 AIDS 인구가 많은 국가에서는 유아인구가 줄어 사회가 붕괴될 수 있으며, 감염률이 높은 일부 지역에서는 전염병으로 인해 나이 든 조부모가 키우는 고아인구가 늘어났다.
사망률이 증가하면 일에 숙련된 인구와 노동력이 감소하며, 감소되고 남은 노동력은 일에 관한 지식과 경험이 적은 젊은 사람들이 대부분일 것이다. 아픈 가족을 돌보기 위한 근로자의 휴가나 병가의 증가는 생산성을 더욱 떨어뜨리며, 사망률의 증가는 수입 감소와 부모의 죽음을 통해 인적 자본과 투자를 만들어내는 체계를 약화시킨다. 전염병이 진행됨에 따라 감염자의 연령 프로필이 증가할 것이지만 정점은 생산 가능 인구 내에서 유지될 것으로 예상되며, 여성은 HIV에 불균형적으로 감염되어서 교육과 같은 많은 수의 여성이 모이는 일들은 HIV에 의해 경제적인 영향을 받는다.